# 반푼이라 불리던 전 영웅은, 친가에서 추방됐으므로 맘대로 살기로 했습니다
반푼이라 불리던 전 영웅은, 친가에서 추방됐으므로 맘대로 살기로 했습니다(出来損ないと呼ばれた元英雄は、実家から追放されたので好き勝手に生きることにした)는 코즈키 신이 글을 쓰고 초코안이 그림을 그린 일본의 라이트 노벨 시리즈이다. 2018년 1월부터 2019년 6월까지 소설가가 되자 웹사이트에 연재된 웹 소설로 시작되었다. 이후 2018년 10월부터 6권의 인쇄본을 출판한 TO 북스에 인수되었다. 카라스마루가 그린 만화 각색이 연재되었다. 2018년 12월부터 Nico Nico Seiga 기반 코믹 코로나 만화 서비스에서 챕터가 2023년 11월 기준 8권의 단행본으로 수집되었다. 스튜디오 딘과 마비 잭(Marvy Jack)이 제작한 애니메이션 TV 시리즈 각색은 2024년 4월에 초연되었다.